# محمد فرزان امیری
محمد فرزان امیری سیاست‌مدار ایرانی بود، که در دوره بیست و چهارم مجلس شورای ملی بعنوان نماینده بافت از استان کرمان در مجلس شورای ملی حضور داشت.